# The End of the Beginning
The End of the Beginning – pierwszy album studyjny irlandzkiej grupy muzycznej God Is an Astronaut.

## Lista utworów
Wydanie z 2002 roku:
1. The End of the Beginning – 4:15
2. From Dust to the Beyond – 5:17
3. Ascend to Oblivion – 5:00
4. Coda – 5:04
5. Remembrance – 4:20
6. Point Pleasant – 5:03
7. Fall from the Stars – 4:27
8. Twilight – 5:03
9. Coma – 1:16
10. Route 666 – 4:34
11. Lost Symphony – 7:48

## Twórcy
- Noel Healy – kompozytor
- Torsten Kinsell – kompozytor, gitary, klawisze, wykonawca